# Atlético Córdoba (Perú)
El Atlético Córdoba fue un club de fútbol peruano de Barrios Altos, perteneciente al  Cercado de Lima.

## Historia
Fue fundado el 26 de abril de 1926 en la calle de La Cruz (hoy Jirón Ilo). En 1929 asciende de Tercera Amateur a Segunda y posteriormente a Intermedia. Fue campeón de la División Intermedia de 1935 donde asciende a la Primera División de la Liga de Lima de 1936 . Pero en 1936 se crea Primera División Unificada de las Ligas Provinciales de Lima y del Callao donde participó y terminó en tercer lugar detrás de Deportivo Municipal y Sportivo Melgar.
En 1938 fue campeón de la Primera División de la Liga de Lima y tras vencer al Telmo Carbajo, campeón de la Primera División de la Liga del Callao, subió a la Primera División del Perú de 1939. Para 1939 perdió la categoría y retorno a la Primera División (luego de la reforma de 1939; la segunda división se denominó así) para 1940. 
Desde entonces no volvió a ascender a la primera profesional.

## Palmarés
- Ascenso a la División de Honor (1): 1938

- División Intermedia (1): 1935.